# District de services locaux
Pour les articles homonymes, voir DSL.
Un district de services locaux (DSL) est une forme d'administration territoriale rurale utilisée dans la province canadienne de Terre-Neuve-et-Labrador. Les DSL procurent aux populations vivant en dehors des cités, villes et villages des services tels que les pompiers, le ramassage des ordures, l'éclairage des rues, notamment. Avant une réforme municipale ayant eu lieu en 2023, le Nouveau-Brunswick comptait également plus de 238 districts de services locaux.

## Nouveau-Brunswick
Au Nouveau-Brunswick, avant 2023, les districts de services locaux couvrent tout le territoire de la province non incorporé en municipalité et remplacent les gouvernements de comtés et de paroisses. Les frontières des DSL coïncident généralement avec celles des paroisses. Ces districts ont un comité consultatif élu dénué de pouvoirs mais travaillant de concert avec le ministère de l'Environnement et des Gouvernements locaux du Nouveau-Brunswick pour offrir les services publics. Nombreux sont les DSL ne possédant pas de comité consultatif et plusieurs initiatives sont en cours afin d'améliorer la participation de la population à la gouvernance locale. C'est ainsi qu'est née la communauté rurale en 1993.
Proposée par le gouvernement provincial, la communauté rurale a plus de pouvoir que les DSL mais n'est pas encore considérée comme une municipalité. Il y a actuellement cinq communautés rurales. Beaubassin-Est circonscrit le village de Cap-Pelé, tandis que Saint-André est formé à partir de l'ancien village et un DSL. En 2006, les électeurs de treize DSL de la péninsule acadienne votent pour la formation d'une nouvelle communauté rurale. Seuls les habitants de Saumarez votèrent en faveur de la proposition.
En date du mois de juin 2019, il y a un total de 236 districts de services locaux au Nouveau-Brunswick. Ayant atteint un sommet avec 291 DSL en 1991, leur nombre ne cesse de diminuer depuis 1995, dû notamment à l’annexion ou à la fusion vers les municipalités. 
Lors de la réforme municipale de 2023, les districts de services locaux, au nombre de 238, sont abolis et remplacés par 12 districts ruraux.  

### Services
Les administrations des districts de services locaux offrent généralement des services aux citoyens qui résident sur le territoire du district comparables à ceux offerts par les municipalités, notamment :
- le contrôle animalier
- le contrôle des locaux dangereux ou non conformes
- les mesures d'urgence
- le service des incendies
- l'aménagement du territoire
- les services de secours
- la police
- la collecte des ordures

## Terre-Neuve-et-Labrador
À Terre-Neuve-et-Labrador, les DSL couvrent uniquement les zones où les résidents en demandent la création. Si un DSL est formé, un comité consultatif de cinq à sept membres est élu. Toutes les propositions énoncées par les DSL doivent être approuvées par le Ministère des affaires municipales.